# Museo de Arte Hispanoamericano Isaac Fernández Blanco
El Museo de Arte Hispanoamericano Isaac Fernández Blanco tiene dos sedes, situadas ambas en la ciudad de Buenos Aires, Argentina. El Palacio Noel (Suipacha 1422) en el barrio de Retiro, está dedicado al arte colonial. La Casa Fernández Blanco, en el barrio de Congreso, al arte y diseño de los siglos XIX y comienzos del XX.

## Historia
El museo inició su actividad durante la década de 1910, en la mansión donde Isaac Fernández Blanco residía con su familia. Fue el primer museo privado de la Argentina, con un patrimonio formado por la colección privada que Fernández Blanco había conformado durante varias décadas. El patrimonio comenzó a ampliarse con donaciones de varias familias de la aristocracia porteña que querían ubicar sus objetos familiares de gran valor en un lugar prestigioso.
En septiembre de 1921 Isaac Fernández Blanco se mudó con su familia a otro lugar y convirtió su mansión en un museo permanente. En 1922 donó el museo a la municipalidad de la ciudad, el cual fue inaugurado el 25 de mayo de ese año como museo municipal. Sin embargo, Fernández Blanco continuó, hasta su muerte en 1928, comprando y donando objetos para acrecentar el patrimonio del museo. En 1947 la colección fue mudada al Palacio Noel, sumándose a la colección del Museo Colonial que existía en el edificio y a la colección de un disuelto museo municipal.
En 1963 el patrimonio del museo fue aumentado gracias a la donación de 750 piezas por parte de Celina González Garaño. A estas obras de arte colonial americano se le sumó otra gran donación por parte de su cuñada que donó su colección de arte jesuítico-guaraní, parte de ella en 1972 y el resto tras su muerte en 1989. Pero el patrimonio también creció gracias a compras realizadas por el museo: por ejemplo, tras las modificaciones que debieron hacer los diferentes conventos e iglesias católicas tras el Concilio Vaticano II, mucho de su patrimonio artístico fue comprado por este museo.

## Descripción del museo
Es un exponente del movimiento “neocolonial” en la Argentina. Sus salas brindan un panorama de los ámbitos culturales sudamericanos. Sus jardines son de inspiración española.
Consta de platería, imaginería y mobiliario iberoamericano de los siglos XVI al XIX. Documentos, libros, ornamentos religiosos, grabados, cerámica, indumentaria civil y accesorios femeninos. Se destaca también su importante colección de instrumentos musicales notables.

### Planta Baja

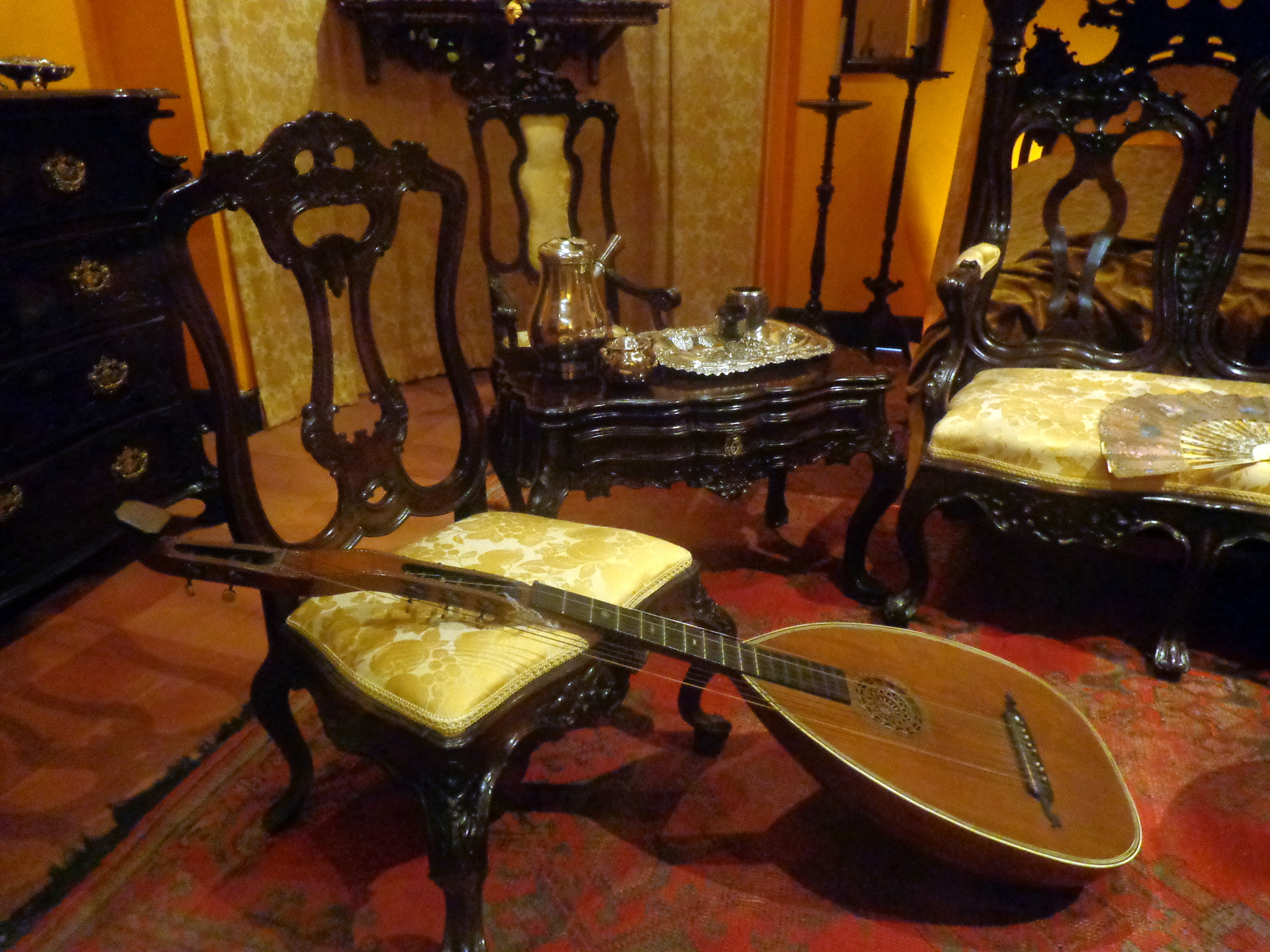
Archilaúd exhibido en el museo.

Las piezas principales de la planta baja se componen de diversos objetos de plata de distintas órdenes, tanto jesuitas como franciscanos, las cuales muchas veces se utilizaban para el fácil adoctrinamiento indígena.
Compone también la planta baja una colección de violines del siglo XVIII, los cuales pertenecían a la familia Fernández Blanco, por ser el dueño de casa un coleccionista.
Otra parte de la planta baja, contiene diversas figuras religiosas talladas en diversas maderas de órdenes franciscanas.

### Subsuelo

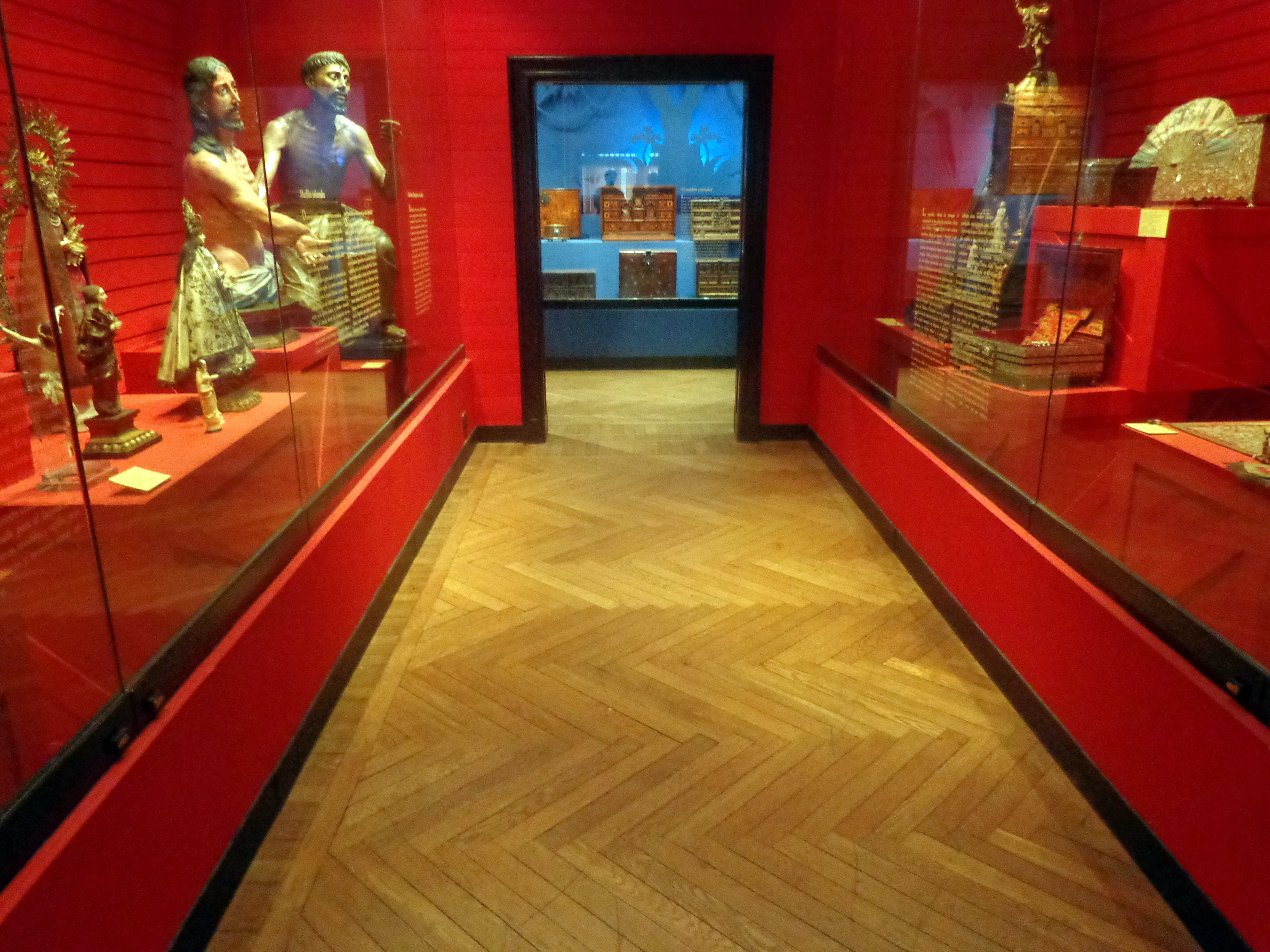
Pasillo interior

El subsuelo se compone de objetos de la Argentina de los siglos XIX y XX; diversos mates de plata, juegos de cubiertos, elementos de alquimia y objetos varios.

### Primer piso
Durante muchos años el primer piso albergó objetos personales del brigadier Juan Manuel de Rosas y de su hija Manuelita, como ser la alcoba personal y un retrato. Estos objetos se trasladaron al museo Larreta en Belgrano.
Actualmente en el primer piso se encuentra un sector de peinetas, diversos retratos y esculturas de la Virgen María, así como también diversos cuadros de órdenes religiosas y ambientaciones de habitaciones del siglo XVIII.

## Galería de imágenes

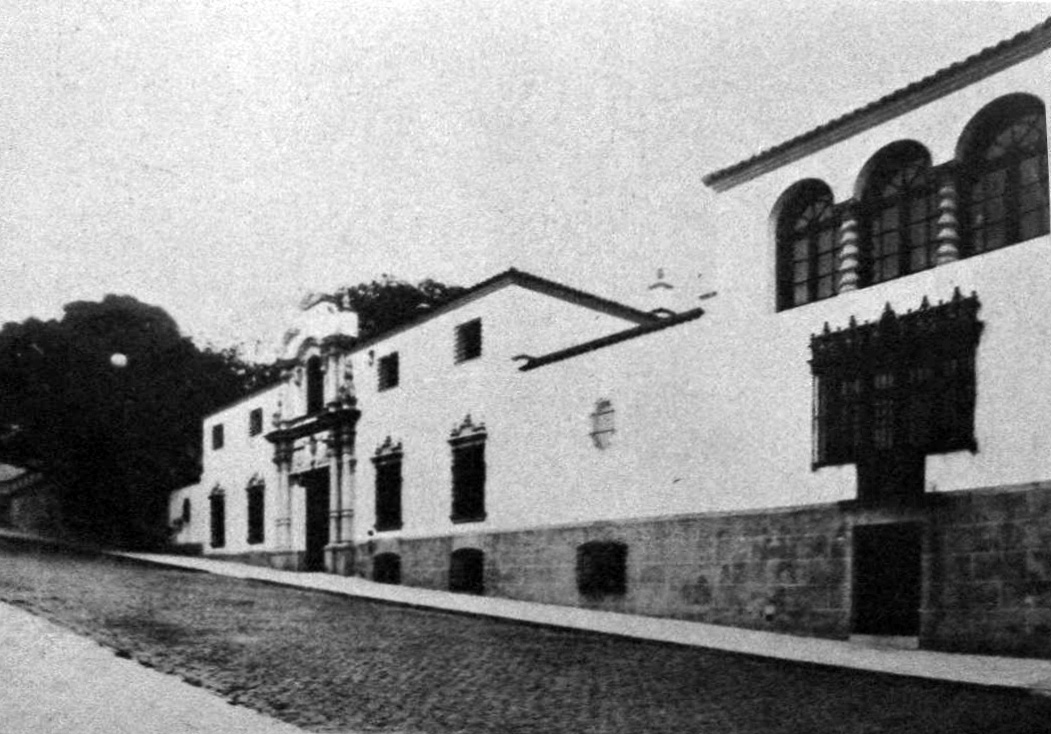
La Residencia Noel, en 1925
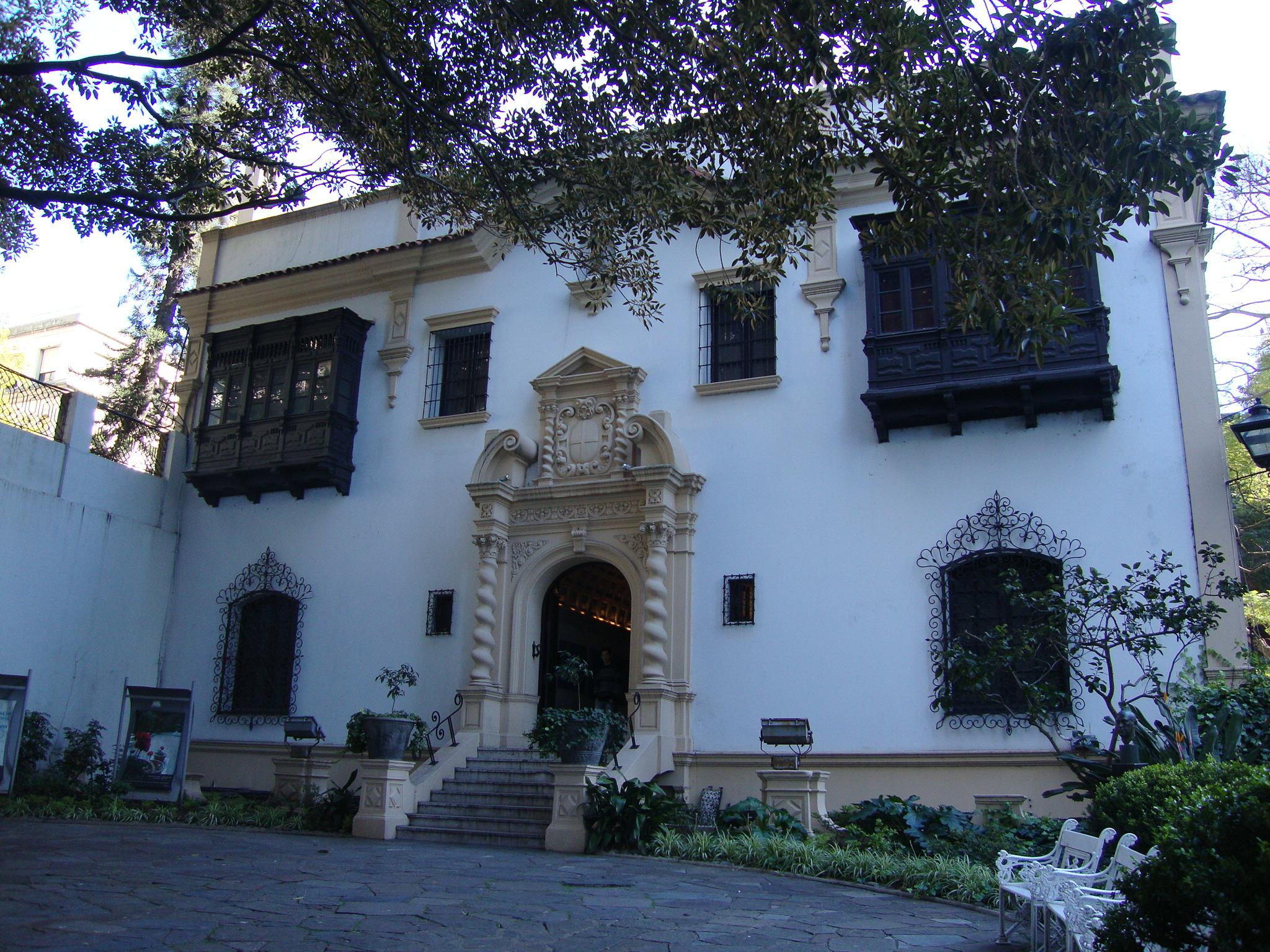
Edificio principal
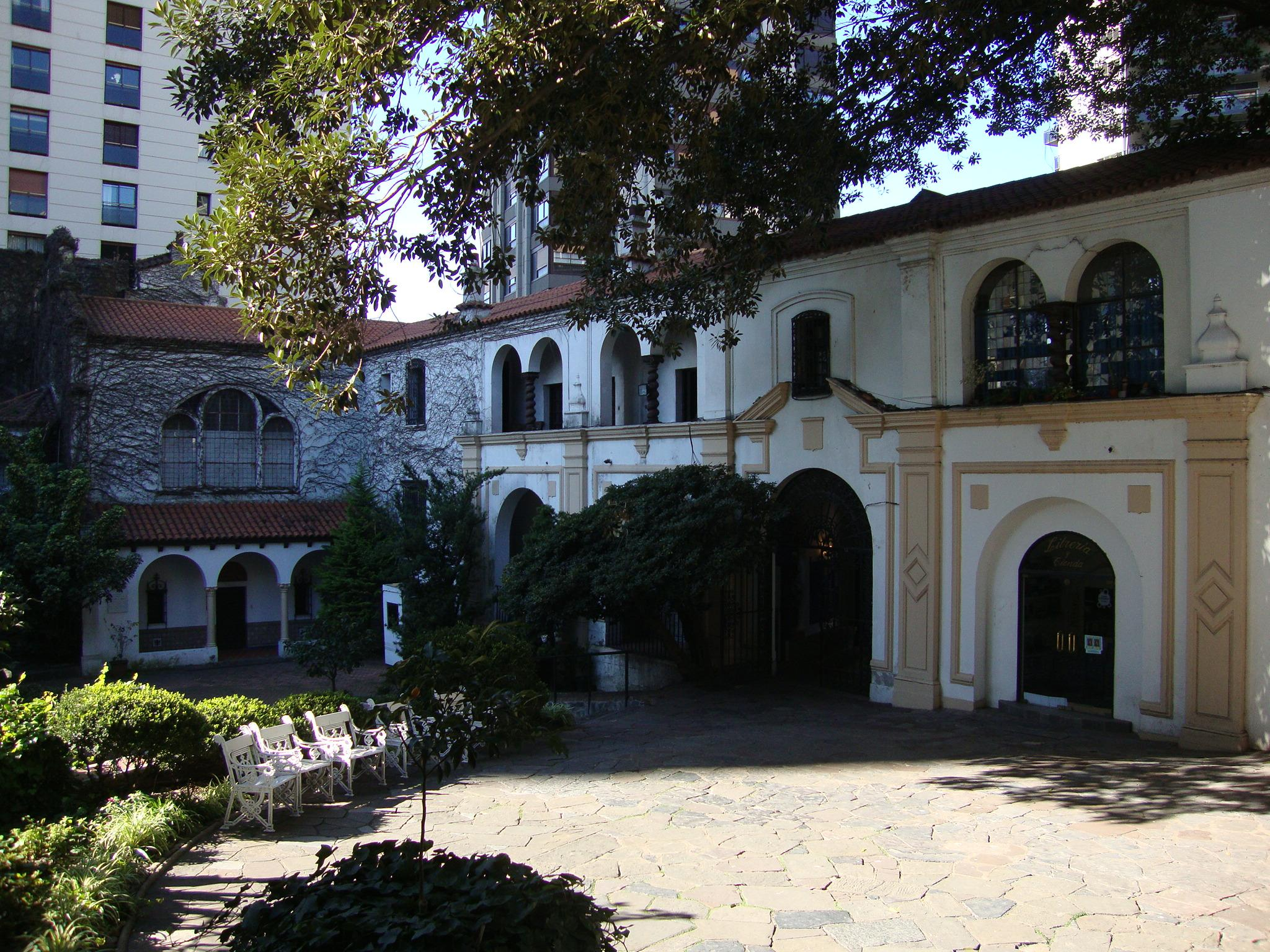
Galería y acceso al patio interno
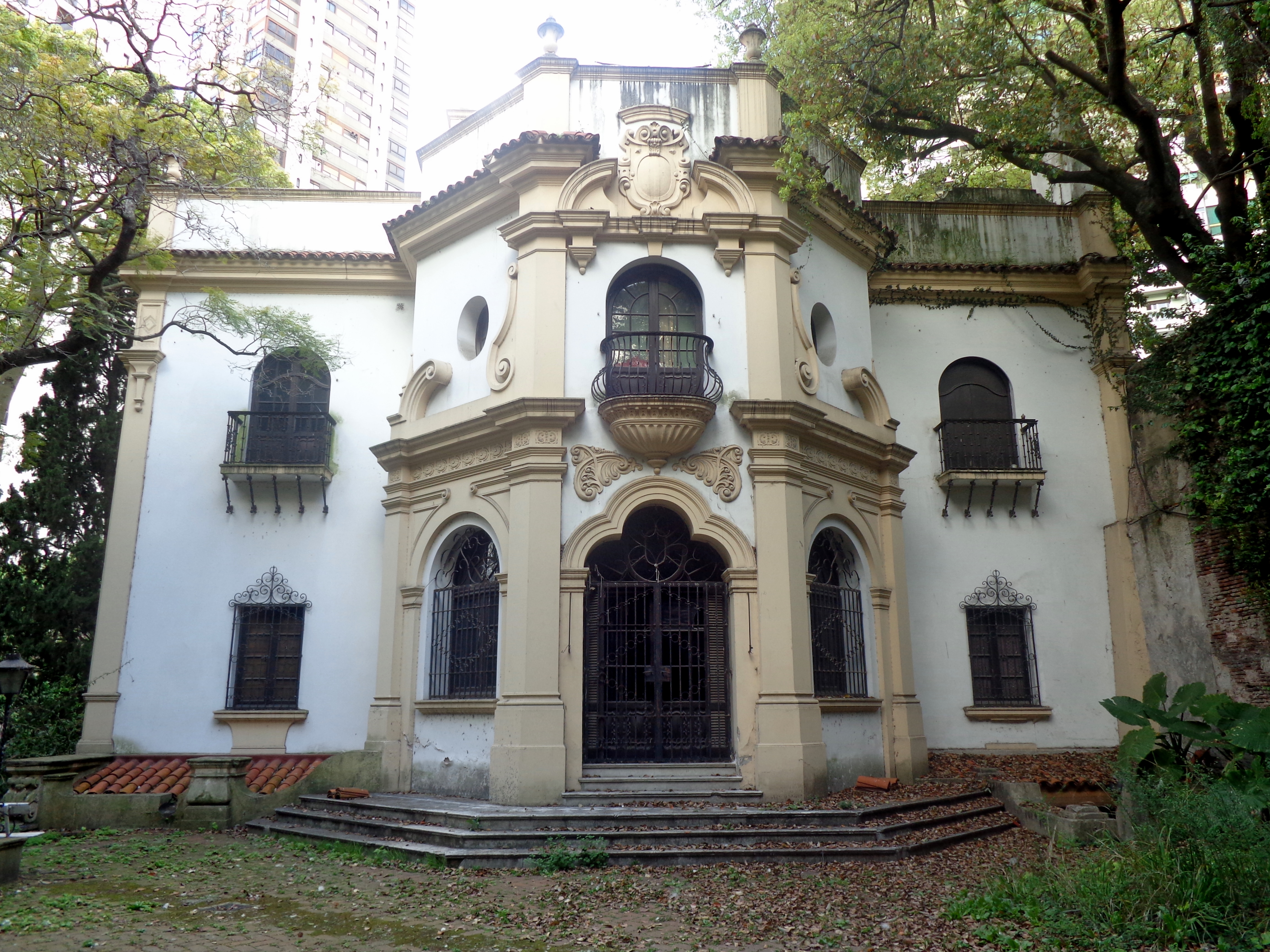
Edificio interno.